# Milice des Tigres
 (juillet 2025).
Si vous disposez d'ouvrages ou d'articles de référence ou si vous connaissez des sites web de qualité traitant du thème abordé ici, merci de compléter l'article en donnant les références utiles à sa vérifiabilité et en les liant à la section « Notes et références ».
La milice des Tigres (en arabe : نمور الأحرار, translittéré Numur al-Ahrar), également connue sous le nom de Tigres d'Ahrar, Tigres du PNL, Tigres des libéraux (en arabe : نمور الليبراليين, translittéré Numur al-Liybiraliyyn) ou PNL « Lionceaux » en français, est la branche militaire du Parti national-libéral du Liban (PNL) pendant la guerre civile libanaise entre 1975 et 1980, date de son absorption forcée par les Forces libanaises et par une scission qui s'allie aux forces Forces armées syriennes.

## Origines
La milice du PNL a été créée pour la première fois en octobre 1968 par le za'im (chef politique) et ancien président du Liban Camille Chamoun dans sa propre ville natale d'Es-Sa'adiyat, à l'origine sous le titre de Brigade des Tigres libanais (BLT ; en arabe : كتيبة النمور اللبنانية, translittéré Katibat al-Numur al-Lubnaniyya), prétendument tiré de son deuxième prénom, Nimr – signifiant « tigre » en arabe. Initialement composé de seulement 500 hommes, la BLT était organisé, entraîné et dirigé par le « secrétaire à la défense » du NLP, Naim Berdkan. Après sa mort au combat en janvier 1976, il fut remplacé par Dany Chamoun, le fils cadet de Camille Chamoun.[réf. nécessaire]
Initialement installé dans les bureaux du parti PNL, place Sodeco, dans le quartier de Nasra (Nazareth) du quartier d'Achrafieh à Beyrouth, le QG militaire des Tigres a été transféré en 1978 à Safra, un port de plaisance et une station balnéaire touristique située à 25 km au nord de la capitale. Capitale libanaise du district de Keserwan, où elle est restée jusqu'à la dissolution de la milice.[réf. nécessaire]

## Structure et organisation
Sous le commandement de Dany Chamoun, les Tigres étaient devenus en 1978 la deuxième plus grande force du Front chrétien libanais, et bien que les Chamouns n'aient jamais atteint avec leur propre milice le même niveau d'efficacité organisationnelle affichée par la milice rivale Phalange ' Kataeb Regulatory Forces, ils étaient néanmoins capables d'aligner 3 500 hommes et femmes, bien que d'autres sources en mentionnent un total de 4 000, qui comprenaient des recrues civiles et des déserteurs de l'armée libanaise,. Toutefois, certaines sources non confirmées avancent un chiffre encore plus élevé, environ 15 000.
Leurs 500 combattants à temps plein et 3 000 réservistes à temps partiel étaient organisés en branches blindées, « commando », infanterie, artillerie, transmissions, médicale, logistique et police militaire. La propre chaîne de commandement des Tigres était majoritairement maronite, même si les soldats de base étaient issus des 150 000 militants maronites, grecs-orthodoxes, druzes et chiites du PNL et formés dans le pays dans des installations clandestines.

## Guerre civile libanaise
Au début de la guerre en avril 1975, la milice des Tigres d'Ahrar constituait la deuxième plus grande organisation militaire de droite après la Phalange, avec un effectif d'environ 3 500 membres. Les années 1975 et 1976 furent des combats acharnés contre les milices du Mouvement national libanais et les organisations palestiniennes. Parmi les batailles les plus importantes auxquelles elle a participé figurent la bataille de Karantina et la bataille de Tal al-Zaatar, au cours desquelles elle a subi des pertes importantes. En août 1976, le Front libanais, coalition de droite à laquelle appartient le PNL, décide de former une aile militaire regroupant toutes ses milices au nom des Forces libanaises sous la direction de Bashir Gemayel. Bientôt, les relations entre la milice du Tigre et les dirigeants des Forces libanaises ont commencé à devenir tendues en raison du conflit autour des points de contrôle. Bashir Gemayel a pris la décision « d'unifier le fusil » et le 7 juillet 1980, ses forces ont lancé une vaste attaque contre les positions de la milice Tigre, infligeant de lourdes pertes à ses membres. La milice a perdu toutes ses positions et Dany Chamoun a été contraint de se réfugier dans les zones contrôlées par la gauche et l'armée syrienne. La milice des Tigres d’Ahrar a été dissoute et les Forces libanaises sont devenues le seul acteur majeur dans les rangs de la droite.

## Héritage
Depuis 2002, plusieurs anciens commandants des Tigres du PNL, connus pour leurs tendances nationalistes de droite, se sont ralliés au général Michel Aoun et ont occupé divers postes clés au sein de la hiérarchie aouniste du Courant Patriotique Libre (CPL), allant du politique (Dr Naji Hayek et Georges Aaraj) à la sécurité (Jean Eid). En 2015, Jean Eid, Georges Aaraj, Nabil Nassif et d'autres ont fondé une nouvelle organisation nommée Al-Noumour, qui s'efforce de rallier ce qui reste de l'héritage des Tigres. Ils restent de fervents partisans de l’ancien président Michel Aoun et son alliés à l'Alliance du 8-Mars.